# Смелый (Брянская область)
Смелый — посёлок в Гордеевском районе Брянской области, в составе Гордеевского сельского поселения. Расположен в 5 км к югу от села Гордеевка, на реке Поконке. Население — 61 человек (2010).

## История
Упоминается со второй половины XVIII века как хутор Разрытовский (Разрытовка, Разрытый и т. п.), с 1861 входил в Гордеевскую волость. Современное название с 1920-х годов.
Значительно разросся в 1920-е годы. До 1954 года входил в Поконянский сельсовет; в 1954—1960 и 1986—2005 в Заводо-Корецком, в 1960—1986 в Гордеевском сельсовете.
| Годы      | 1859 | 1892 | 1926 | 1979 | 1989 | 2002 | 2010 |
| --------- | ---- | ---- | ---- | ---- | ---- | ---- | ---- |
| Население | 13   | 14   | 217  | 155  | 106  | 77   | 61   |

## Известные уроженцы
- Маковецкий, Александр Евменьевич (1880—1939) — российский и советский химик, педагог, профессор.